# Тюшнякова, Елена Николаевна
Еле́на Никола́евна Тюшняко́ва (в девичестве — Гончаро́ва, род. 4 января 1963 года, Челябинск, СССР) — российская конькобежка. Участница зимних Олимпийских игр 1992 года, чемпионка СССР (1989, 1991) и России (1994), бронзовый призёр СССР в спринтерском многоборье, 4-кратная победительница Кубка России (1994-1997), рекордсменка России. Мастер спорта международного класса (1988). Отличник физической культуры и спорта. Тренер высшей категории. Спортивный судья всероссийской категории.

## Биография
Елена родилась в Челябинске, где и встала на коньки в возрасте 4-х лет. Заниматься конькобежным спортом стала после того, как её сестра, которая сама тренировалась в секции, привела её. Девочке захотелось попробовать свои силы, и она тоже пошла на занятия. Однажды у неё появилось желание заняться лыжами, и она ушла из конькобежного спорта на год. Но коньки всё же победили.
Её первым крупным успехом стало 3-е место в многоборье на Кубке СССР в 1982 году. В 1983 году дебютировала на чемпионате СССР в классическом многоборье. В 1984 году заняла 2-е место на Кубке СССР на дистанции 5000 метров, а через год 1-е место на 1000 метров. В 1989 году Елена выиграла чемпионат СССР в спринтерском многоборье и в составе сборной отправилась в Херенвен на чемпионат мира в спринтерском многоборье, где заняла 18-е место.
В январе 1990 года на дебютном чемпионате Европы в Херенвене заняла 8-е место в сумме многоборья. В феврале 1990 года Елена стала бронзовым призёром на чемпионате СССР в спринтерском многоборье. Ровно через год во второй раз выиграла чемпионат СССР в спринте и на последнем чемпионате СССР на отдельных дистанциях финишировала на 4-м месте в забегах на 500 и 1000 метров. На чемпионате мира в спринтерском многоборье, проходившем в Инцелле она финишировала на 9-м месте.
В январе 1992 года, после распада СССР она участвовала на чемпионате СНГ на отдельных дистанциях и выиграла в забеге на 500 метров. На зимних Олимпийских играх в Альбервиле Елена участвовала в беге на 500 и 1000 метров. На 500 метрах она заняла 29-е место, а на 1000 - 7-е. В марте на чемпионате мира в спринтерском многоборье, проходившем в Осло заняла 12-е место. В сезоне 1992/1993 участвовала на Кубке мира, а в 1994 году стала победительницей на чемпионате России в спринтерском многоборье. Следующие три года участвовала в чемпионатах страны, но выше 5-го месте не поднималась и в 1997 году завершила карьеру.

## Тренерская карьера
С 1997 по 2005 год Елена Николаевна работала тренером ДЮСШ "Юность", с 2005 года в МБУ ДО СШОР №1 им. Скобликовой в Челябинске. В 2023 году прошла курсы повышения квалификации по дополнительной профессиональной программе "Планирование и технологии реализации учебно-тренировочного процесса в организациях дополнительного образования 
физкультурно-спортивного профиля". Она тренировала вместе с мужем многократную чемпионку страны Светлану Кайкан, а также Елена Рудина, Мария Ковлягина, Екатерина Яковлева, Ксения Сарайкина, Дарья Савельева.
В 2014 году на зимних Олимпийских играх в Сочи Елена работала в качестве судьи на турнире у конькобежцев.

## Личная жизнь
Елена окончила в 1987 году Челябинский государственный институт физической культуры. С 2010 года вдова заслуженного тренера России по конькобежному спорту Владимира Тюшнякова. Она любит смотреть отечественные хорошие фильмы. Обожает читать книги.